# Jacquemontia nipensis
Jacquemontia nipensis är en vindeväxtart som beskrevs av Brother Alain. Jacquemontia nipensis ingår i släktet Jacquemontia och familjen vindeväxter. Inga underarter finns listade i Catalogue of Life.